# Суханов, Афанасий Филимонович
Суханов, Афанасий Филимонович (31 января 1904, с. Горбово Киренского уезда Иркутской губернии — 7 декабря 1980, Москва) — советский учёный-горняк, создатель отечественной научной школы в области буровзрывных работ. Доктор технических наук, профессор. Ректор Среднеазиатского индустриального института (1936), Ленинградского горного института (1937 и 1950—1953), Алма-Атинского металлургического института (1941), Московского института цветных металлов и золота им. М. И. Калинина (1941—1950), Московского горного института (1957—1961).

## Биография
Родился в селе Горбово Киренского уезда Иркутской губернии. После окончания в 1928 г. Сибирского технологического института началась его трудовая деятельность. С 1934 г. он работал главным инженером рудников Кривбасса, затем заместителем директора Криворожского горнорудного института (1934—1936), директором Среднеазиатского индустриального института (1936), ректором Ленинградского горного института (1937 и 1950—1953), заместителем председателя Комитета по делам высшей школы при СНК СССР (1937—1941), директором Алма-Атинского металлургического института (1941), директором Института цветных металлов и золота им. М. И. Калинина (1941—1950). С 1953 г. работал в Московском горном институте (сейчас — Горный институт НИТУ «МИСиС»), в том числе ректором (1957—1961), заведующим кафедрой, профессором до выхода на пенсию (1979).

## Научная деятельность
Доктор технических наук, профессор А. Ф. Суханов много лет руководил Временной комиссией по бурению при ГКНТ СССР, которая разрабатывала пути повышения качества отечественной буровой техники.
Является автором общих классификаций горных пород по буримости и взрываемости и разработчиком научных основ по составлению местных классификаций, позволяющих осуществлять нормирование буровых и взрывных работ на конкретных горных предприятиях. На основе этих идей Академией наук СССР и трестом «Союзвзрывпром» были разработаны обобщенные классификации горных пород по буримости и взрываемости для всех горных предприятий СССР.
Под руководством А. Ф. Суханова были написаны учебники для вузов по буровзрывным работам (Госгортехиздат, 1962), разрушению горных пород (Московский горный институт, части 1—4, 1964; Госгортехиздат, 1967, 1-е изд.; Недра, 1983, 2-е изд.), а также фундаментальные статьи по теории действия взрыва и разрушающей способности зарядов ВВ.
Подготовил 60 кандидатов и 5 докторов наук.

## Награды
Награждён орденом «Знак почёта», медалями, почётным знаком «Шахтёрская слава» 1 степени, правительственными и отраслевыми наградами, почетными знаками и грамотами.